# Метро Манила (фильм)
«Метро Манила» (англ. Metro Manila) — кинофильм режиссёра Шона Эллиса, вышедший на экраны в 2013 году.

## Сюжет
Обнищавший фермер Оскар Рамирес из глухой филиппинской провинции обнаруживает, что у него не хватит денег на семена для следующего урожая. Он решает отправиться с женой и двумя детьми в Манилу (столичный регион называется Метро Манила) и найти там работу. Столица встречает его неприветливо: в первый же день все его деньги оказываются у мошенников, ему приходится работать за еду, а семья вынуждена поселиться в трущобах на окраине города. От отчаяния жена устраивается в бар, где должна всячески ублажать клиентов. Однажды Оскару улыбается удача: опознав в нём по татуировке бывшего солдата элитной пехотной дивизии, его приглашают на работу в частную охранную компанию, сотрудники которой должны в бронированных автомобилях доставлять грузы и ценности своих клиентов. Работа опасная: периодически на машины и сопровождающих совершаются нападения. Старожил компании Онг берёт Оскара в напарники и начинает обучать его премудростям своего ремесла...

## В ролях
- Джейк Макапагаль — Оскар Рамирес
- Джон Арсилья — Дуглас Онг
- Алтея Вега — Май Рамирес
- Майлес Канапи — Чарли
- Джей-Эм Родригес — Альфред Сантос
- Ана Абад-Сантос — Дора Онг
- Мойзес Магиса — «Будда»
- Ройбен Юй — Джей-Джей

## Награды и номинации
- 2013 — приз зрительских симпатий на кинофестивале Санденс.
- 2013 — приз критиков на Гамбургском кинофестивале.
- 2013 — участие в конкурсной программе Вальядолидского кинофестиваля.
- 2013 — три премии британского независимого кино: лучший британский независимый фильм, лучшее достижение в продюсировании, лучший режиссёр (Шон Эллис). Кроме того, лента получила две номинации: лучший актер второго плана (Джон Арсилья), лучший дебютант (Джейк Макапагаль).
- 2013 — номинация на премию «Спутник» за лучший международный фильм.
- 2014 — номинация на премию BAFTA за лучший неанглоязычный фильм (Шон Эллис, Матильда Шарпентье).